# Huldenberg
Huldenberg és un municipi belga de la província de Brabant Flamenc a la regió de Flandes. L'1 de gener del 2014 tenia 9668 habitants. Conté els nuclis d'Huldenberg, Loonbeek, Neerijse, Ottenburg i Sint-Agatha-Rode. És regat per l'IJse que hi desemboca al Dijle al parc natural del Dode Beemde a Neerijse.

## Nuclis
| #   | Nom              | Extensió (km²) | Població (01/01/2006) |
| --- | ---------------- | -------------- | --------------------- |
| I   | Huldenberg       | 10,83          | 2.815                 |
| II  | Loonbeek         | 4,56           | 1.048                 |
| III | Neerijse         | 10,44          | 1.742                 |
| IV  | Ottenburg        | 6,54           | 1.993                 |
| V   | Sint-Agatha-Rode | 7,23           | 1.532                 |

Font:Ajuntament de Huldenberg